# Cấy ghép dương vật
Cấy ghép dương vật là một thủ tục phẫu thuật cấy ghép, trong đó một dương vật được cấy ghép cho bệnh nhân. Dương vật có thể là một cấy ghép từ người khác hiến tặng, hoặc nó có thể được nuôi trồng nhân tạo, mặc dù dương vật nuôi nhân tạo vẫn chưa được cấy vào một con người. Thủ tục cấy ghép thiết bị ngoại vi như bàn tay, mặt, hoặc phẫu thuật cấy ghép dương vật đang gây nhiều tranh cãi bởi vì chúng không phải là điều cần thiết để đảm bảo cuộc sống của bệnh nhân. Tuy nhiên các phẫu thuật này lại cải thiện đáng kể chất lượng cuộc sống.

## Phẫu thuật 2006 tại Trung Quốc
Các thủ tục đầu tiên như vậy đã được thực hiện vào tháng 9 năm 2006 tại một bệnh viện quân đội tại Quảng Châu, Trung Quốc. Bệnh nhân nam 44 tuổi, đã bị mất hầu hết dương vật của mình trong một tai nạn. Dương vật được cấy ghép đến từ một người nam chết não 22 tuổi. Mặc dù thành công, bệnh nhân và người vợ của anh đã bị chấn thương tâm lý như là một kết quả của phẫu thuật, và đã được phẫu thuật cắt bỏ 15 ngày sau.

## Phẫu thuật 2014 tại Nam Phi
Ngày 13/3/2015, các bác sĩ Nam Phi công bố thực hiện thành công ca cấy ghép dương vật đầu tiên trên thế giới. Bệnh nhân 21 tuổi, dương vật bị cắt đứt ba năm trước sau một ca cắt bao quy đầu hỏng ở một nghi lễ truyền thống.
Ca cấy ghép dương vật đầu tiên tại bệnh viện Tygerberg ở Cape Town, ngày 11/12/2014. Bệnh nhân nhận dương vật mới từ một người hiến tặng đã qua đời. Bệnh nhân phục hồi hoàn toàn, lấy lại được tất cả chức năng của đường tiết niệu và sinh sản chỉ sau ba tháng phẫu thuật.